# 1461년

## 연호
- 명(明) 천순(天順) 5년
- 일본(日本) 간쇼(寛正) 2년
- 후 레 왕조(後黎朝) 꽝투언(光順) 2년

## 기년
- 명(明) 영종 천순제(英宗 天順帝) 복위 5년
- 조선(朝鮮) 세조(世祖) 7년
- 후 레 왕조(後黎朝) 성종(聖宗) 2년

## 탄생
- 체코 작가 보후슬라프 하시슈테인스키

## 사망
- 조선 8대 국왕 예종의 정비 장순왕후